# Isabelle Garo
Pour les articles homonymes, voir Garo.
Isabelle Garo, née en 1963 à Saint-Germain-en-Laye, est une philosophe française, auteure de plusieurs livres et de nombreux articles consacrés à Karl Marx, à l'analyse marxiste du monde contemporain et à des interventions critiques sur le terrain des idées.   
Elle participe à la Grande Édition des œuvres de Marx et d'Engels (GEME), projet de première édition complète des écrits de Marx et Engels en langue française, dans le cadre des Editions sociales.  

## Biographie
Isabelle Garo a enseigné la philosophie en sections générales et techniques de plusieurs lycées de l'académie de la Marne, en classes préparatoires littéraires au lycée Faidherbe à Lille, puis au lycée Chaptal à Paris. 
Elle a animé avec Jean-Numa Ducange, Stathis Kouvélakis et Jean Salem le Séminaire Marx au XXIe siècle (L’esprit et la lettre). Elle a participé au comité de rédaction de la revue Action poétique. Elle a co-animé le séminaire « Marxismes au XXIe siècle » et la collection « Mouvement réel » aux éditions La Ville Brûle. 
Elle co-anime la revue en ligne Contretemps, la collection « Les Essentielles » aux éditions Sociales et la collection « Lignes rouges » aux éditions Amsterdam et est membre du comité de rédaction de la revue Europe. Depuis 2022, elle co-dirige le département de philosophie de l'Institut La Boétie avec Benoît Schneckenburger. 

## Travaux
Ses recherches portent sur les œuvres de Karl Marx et de Friedrich Engels, replacées dans leur contexte et abordées sous l'angle à la fois théorique et politique (voir notamment Marx, une critique de la philosophie, Le Seuil, 2000 et Marx et l'invention historique, Syllepses, 2012). 
Son travail concerne aussi la réception critique de Marx, en particulier en France à partir des années 1970 et jusqu'à aujourd'hui (Foucault, Deleuze, Althusser & Marx : la politique dans la philosophie, Démopolis, 2011). 
Dans le même temps, ses livres abordent la question de l'actualité et de l'actualisation des analyses issues de Marx et d'une partie de la tradition marxiste, dans le cadre du capitalisme contemporain et de sa crise (en particulier : L'idéologie ou la pensée embarquée, La Fabrique, 2009 et L'or des images - art, monnaie, capital, La Ville Brûle, 2013, Communisme et stratégie, Amsterdam, 2019).

## Engagements politiques
En 2012, elle déclare soutenir « sans réserve le Front de gauche et son candidat, Jean-Luc Mélenchon ».
Le 30 novembre 2015, elle signe l'Appel des 58 : « Nous manifesterons pendant l'état d'urgence »,.
Depuis 2018, elle est membre du conseil d'orientation de la Fondation Copernic.

## Livres
- Marx à vingt ans - De la colère au communisme, Au Diable Vauvert, Vauvert, 2022.
- Avec Marx, philosophie et politique, entretiens dirigés par Alexis Cukier et Isabelle Garo avec Alain Badiou, Étienne Balibar, Jacques Bidet, Michael Löwy, Lucien Sève, La Dispute, Paris, 2019.
- Communisme & stratégie, Amsterdam, Paris, 2019 (édition en catalan par Tigre de paper : Comunisme e estratègia ; édition en anglais par Verso Books Communism & Strategy - Rethinking political mediations).
- Marx politique, dir. avec J.-N. Ducange, La Dispute, Paris, 2015.
- L'or des images - Art, monnaie, capital, La Ville Brûle, Montreuil, 2013.
- Marx et l'invention historique, Syllepse, Paris, 2012.
- Consignes pour un communisme du XXIe siècle, La Ville Brûle, Montreuil, 2011 (Poésie et livre-objet).
- Foucault, Deleuze, Althusser & Marx - La politique dans la philosophie, Démopolis, Paris, 2011.
- L'Idéologie ou la pensée embarquée, La Fabrique, Paris, 2009  (ISBN 9782913372887).
- L'Île - légendes définitives, Le Bruit Des Autres, Limoges, 2001 (Poésie).
- Marx, une critique de la philosophie, Seuil (Points Essais), Paris, 2000. Réédité avec une nouvelle préface, Editions sociales, Paris, 2023.